# Defantbank
Koordinaten: 76° 50′ S, 31° 40′ W
Die Defantbank ist eine Bank im antarktischen Weddell-Meer. Sie liegt unweit der Luitpold-Küste des Coatslands.
Benannt ist sie auf Vorschlag des Vermessungsingenieurs und Glaziologen Heinrich Hinze vom Alfred-Wegener-Institut. Namensgeber ist der österreichische Meteorologe und Ozeanograph Albert Defant (1884–1974), einer der Begründer der physikalischen Ozeanographie. Die Benennung wurde im Juni 1997 durch das US-amerikanische Advisory Committee on Undersea Features (ACUF) bestätigt.